# Kornelia Kressirer
Kornelia Kressirer ist eine deutsche Klassische Archäologin. Als Oberkustodin des Akademischen Kunstmuseums der Universität Bonn betreut sie eine der wichtigsten universitären Antikensammlungen Deutschlands.

## Beruflicher Werdegang
Kornelia Kressirer studierte von 2000 bis 2006 Klassische Archäologie, Geschichte und Kunstgeschichte an der Universität Würzburg. Ein Auslandsaufenthalt führte sie an die Universität Neapel. Schon als Studentin hielt sie seit 2002 bis 2013 Führungen in der Antikensammlung des Martin von Wagner-Museums. Zudem absolvierte sie während des Studiums mehrere Museumspraktika. 2001–2003 war sie studentische Hilfskraft der Universitätsbibliothek Würzburg. 2004/05 war sie studentische Hilfskraft an der Würzburger Arbeitsstelle der Heidelberger Akademie der Wissenschaften, wo sie bei den Projekten Lexicon Iconographicum Mythologiae Classicae (LIMC) und Thesaurus Cultus et Rituum Antiquorum (ThesCRA) mitwirkte. Das Studium beendete Kressirer 2006 mit dem Magister-Abschluss, die Magisterarbeit verfasste sie zum Thema Die Votivfunde des Tempels A in Himera. Nach dem Studium folgte 2006 ein Praktikum beim Limes-Römerpark Ruffenhofen. Danach begann sie ihre Promotion. In dieser Zeit war sie bis 2008 Lehrbeauftragte und Tutorin am Lehrstuhl für Klassische Archäologie der Universität Würzburg. 2007/08 und noch einmal 2009/10 vertrat sie dort als Wissenschaftliche Mitarbeiterin eine Assistenten-Stelle. 2010/11 war Kressirer projektbezogene Referentin für Archäologie und griechische und römische Antike am Johann-Philipp-von-Schönborn-Gymnasium in Münnerstadt und 2014 am Gymnasium der Deutschen Schule in Mailand. 2011 und 2012 hatte sie nochmals Lehraufträge in Würzburg inne und 2016 und 2017 an der Universität Augsburg. 2014 erfolgte die Promotion in Würzburg. Thema der Dissertation war Das Greisenalter in der griechischen Vasenmalerei der archaischen und klassischen Zeit, 2016 publiziert in der Reihe ANTIQUITATES – Archäologische Forschungsergebnisse, Band 65.
Kressirer nahm verschiedentlich an Ausgrabungen in Griechenland und Italien teil: noch als Studentin war sie 2003 Mitarbeiterin der Ausgrabung der Universität Athen im Asklepios-Heiligtum von Epidauros und 2005 der Ausgrabung der Abteilung Athen des Deutschen Archäologischen Instituts (DAI) im Zeus-Heiligtum von Olympia. 2008 und 2009 war sie Mitarbeiterin der DAI-Grabung in Fabrateria Nova.
2014/15 war Kressirer bei einer privaten Grabungsfirma in Unterfranken angestellt. 2015/16 erhielt sie eine Stelle als wissenschaftliche Volontärin an den Staatlichen Museen und Sammlungen in Bayern, namentlich den Staatlichen Antikensammlungen und der Glyptothek, der Archäologischen Staatssammlung sowie dem Bayerischen Nationalmuseum in München. Seit 2017 ist sie in Nachfolge von Nele Schröder-Griebel Kustodin des Akademischen Kunstmuseums der Universität Bonn, inzwischen als Akademische Oberrätin Oberkustodin.
Kressirers Forschungsschwerpunkte liegen bei der Griechischen Vasenmalerei und der antiken Ikonographie. Zudem forscht sie zum Verhältnis der Generationen in der Antike, vornehmlich zur Rolle der Alten. Vorträge, Führungen und Lehrveranstaltungen hält sie zu zahlreichen Themen der griechischen, römischen und etruskischen Kunst und Kultur. Der Schwerpunkt ihrer Tätigkeit liegt in der vielfältigen Museumsarbeit.

## Publikationen (Auswahl)
- Das Greisenalter in der griechischen Antike. Untersuchung der Vasenbilder und Schriftquellen der archaischen und klassischen Zeit (= Antiquitates. Archäologische Forschungsergebnisse. Band 65). 2 Bände, Verlag Dr. Kovač, Hamburg 2016, ISBN 978-3-8300-8944-5.
- mit Florian Knauß: Antike Welt in Ton. Terrakotten aus den Staatlichen Antikensammlungen München. Staatliche Antikensammlungen und Glyptothek, München 2016.[4]
- mit Frank Rumscheid: Tanz in der Antike. Ausstellung im Akademischen Kunstmuseum der Universität Bonn 14. Mai bis 27. August 2017 (= Schriften des Akademischen Kunstmuseums Bonn. Band 5). Dr. Rudolf Habelt GmbH, Bonn 2017, ISBN 978-3-7749-4095-6.

Herausgeberschaften
- mit Frank Rumscheid und Sabine Schrenk: Göttliche Ungerechtigkeit? Strafen und Glaubensprüfungen als Themen antiker und frühchristlicher Kunst. Begleitband zur Ausstellung vom 6. Mai bis 28. Oktober 2018 im Akademischen Kunstmuseum – Antikensammlung der Universität Bonn – Anlässlich des 200-jährigen Bestehens des Museums und der Universität (= Schriften des Akademischen Kunstmuseums Bonn. Band 6). Michael Imhof Verlag, Petersberg 2018, ISBN 978-3-7319-0740-4.